# Namdew
Namdew, (marathiसंत नामदेव, trl. sant nāmdev, ang. Namdev) – średniowieczny mistyk hinduistyczny i poeta indyjski, jeden z klasyków poezji bhakti. Żył i tworzył w Maharasztrze pisząc jako jeden z pierwszych w miejscowym języku, marathi. Wyznawca lokalnego kultu Withoby z Pandharpuru (jedna z rozlicznych manifestacji Kryszny).
Namdew jest również bardzo ważną postacią dla sikhizmu, gdyż niektóre z jego utworów znalazły miejsce w Guru Granth Sahib – świętej księdze sikhów.